# Abri von Crinan Ferry

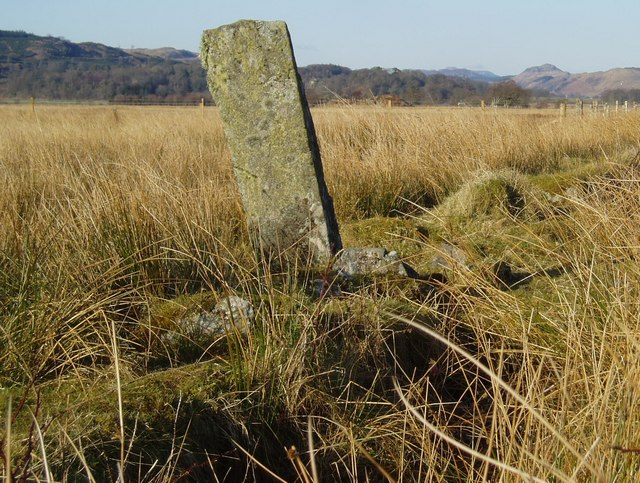
Menhir im Crinan Moss

Der Abri von Crinan Ferry liegt im Tal von Kilmartin in Argyll and Bute in Schottland.
Es gibt drei Abris (englisch Rock shelter) im Nordosten von Crinan Ferry, westlich von Dunadd. In einem von ihnen untersuchte J. R. Mapleton im Jahre 1880 die Reste einer erst kurz zuvor gestörten Steinkiste. Die Platten der Kiste waren verschoben. Um sie herum fand Mapleton menschliche Knochen, die Knochen und Zähne eines Schweins, zwei Feuersteinstücke, von denen eines bearbeitet war und andere Sachen, die er als Abfall bezeichnete.
Von den gefundenen Scherben gehörten 24 zu zwei Urnen. Die größere Urne war sehr dick und rau. Die andere trug Linien, die durch den Eindruck einer Schnur entstanden waren. Die menschlichen Knochen schienen zu zwei Personen zu gehören. Eine weitere Ausgrabung wurde 1959 unternommen und weitere Bruchstücke von Knochen und die Scherbe eines schnurverzierten Trinkbechers wurden geborgen. Sie befinden sich jetzt im Kelvingrove Art Gallery and Museum.
In der Nähe befinden sich der Crinan Moss Cairn und die Menhire im Crinan Moss.